# Richard Knill Freeman

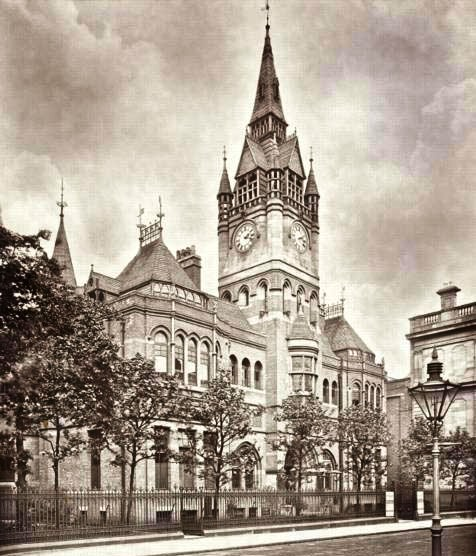
Freemanova budova Derbského muzea, galerie a knihovny, 1876

Richard Knill Freeman (1840, Londýn – 24. června 1904) byl britský architekt, který svou kariéru začal ve městě Derby a na konci 60. let 19. století se přestěhoval do Boltonu v Lancashiru. Jeho stavby ve viktoriánském gotickém stylu jsou k vidění v mnoha městech napříč Severní Anglií. Na kontě má přibližně 140 budov, z nichž asi polovina se dochovala do dnešní doby, i když třeba ve změněné podobě.
Freeman Byl členem Manchesterské společnosti architektů a v letech 1890–91 i jejím prezidentem.

## Kariéra
Mezi Freemanova díla patří kostely, vikářství, školy, domy, muzea i obecní budovy a nemocnice. Jeho stavba Derbského muzea, umělecké galerie a knihovny byla dokončena roku 1876. Michael Thomas Bass ji pak městu Derby daroval. V roce 1882 Freeman vyhrál první soutěž na stavbu Muzea vědy a umění v Dublinu, ale kvůli neúčasti irských architektů vznikly kontroverze vedoucí k vyhlášení druhé soutěže, ve které zvítězil Thomas Newenham Deane a syn.
Roku 1884 byl v Moskvě dokončen Anglikánský kostel svatého Ondřeje, vytvořený pro rostoucí britskou menšinu podle Freemanova návrhu. Mezi další jeho kostely patří Kostel nejsvětější trojice v Blackpoolu (1895), Kostel svatého Vavřince v Prestonu (1895) nebo Kostel svaté Markéty v Hollingwoodu.
Freemanův syn Frank Richard (1870–1934) byl také architektem. Ten pokračoval v otcově praxi a vybudoval mnoho kostelů ve stylu podobném tomu jeho.